# Pterothrissus
Pterothrissus là một chi cá thuộc họ Cá mòi đường (Albulidae).

## Các loài
Fish Base công nhận 2 loài:
- Pterothrissus gissu Hilgendorf, 1877 (Cá mòi đường Nhật Bản)
- Pterothrissus belloci Cadenat, 1937 (Cá mòi đường vây dài). Tuy nhiên, gần dây nó được chuyển sang chi Nemoossis với danh pháp Nemoossis belloci[2]